# Franz Brüninghaus

Franz Brüninghaus

Franz Willi Brüninghaus (* 22. Januar 1870 in Berlin; † 11. Oktober 1951 in Förderstedt) war ein deutscher Konteradmiral, Beamter im Reichsmarineamt, Verwaltungschef von Kiautschou während des Deutschen Kaiserreiches und Reichstagsabgeordneter für die DVP in der Weimarer Republik.

## Leben
Brüninghaus trat am 13. April 1888 der Kaiserlichen Marine bei. Ab 1896 diente er als Flaggleutnant beim Stab des I. Geschwaders. In den Jahren 1898 und 1899 besuchte er die Marineakademie. Er befehligte verschiedene Schiffe u. a. 1904 und 1905 die Loreley in Konstantinopel. Danach wechselte Brüninghaus ins Reichsmarineamt und war dort als Dezernent zuständig für Organisations-, Personal- und Etatfragen.
Zwischen 1908 und 1912 war Brüninghaus der Leiter der Zentralverwaltung des Pachtgebietes Kiautschou. Er war beteiligt an der Gründung der deutsch-chinesischen Hochschule. Zwischenzeitlich war er auch Kommandant des Linienschiffes Wörth. Anschließend kommandierte er von 1912 bis Juni 1914 den Panzerkreuzer Gneisenau im Fernen Osten.
Während des Ersten Weltkriegs nahm Brüninghaus 1916 als Kommandant des Großlinienschiffes König an der Skagerrakschlacht teil. Dort erlitt er eine Gasvergiftung und wechselte als Direktor des Etatdepartements erneut zum Reichsmarineamt. Zwischen 1916 und 1918 war Brüninghaus der Bevollmächtigte des Reichsmarineamtes beim Bundesrat. Am 2. Juli 1919 wurde er unter Verleihung des Charakters als Konteradmiral aus dem Militärdienst verabschiedet.
In den Jahren 1921 und 1922 war er Reichsbevollmächtigter der Außenhandelsstelle für Exporthandel. Außerdem war er seit 1921 in der Tabakindustrie tätig.
Für die DVP gehörte Brüninghaus von 1920 bis 1932 dem Reichstag an.

## Schriften
- Die politische Zersetzung und die Tragödie der deutschen Flotte. 1926.

## Auszeichnungen
- Roter Adlerorden III. Klasse mit Schleife[1]
- Kronenorden II. Klasse mit Schwertern[1]
- Eisernes Kreuz (1914) II. und I. Klasse[1]
- Preußisches Dienstauszeichnungskreuz[1]
- Bayerischer Militärverdienstorden III. Klasse mit Schwertern und mit Krone[1]
- Ehrenkreuz des Greifenordens[1]
- Friedrich-August-Kreuz II. und I. Klasse[1]
- Komtur II. Klasse des Albrechts-Ordens mit Schwertern[1]
- Komtur des Hausordens vom Weißen Falken mit Schwertern[1]
- Kreuz für Treue Dienste[1]
- Komtur II. Klasse des Friedrichs-Ordens mit Schwertern[1]